# Demodex talpae
Espèce
Demodex talpae est une espèce d'acariens de la famille des Demodecidae et du genre Demodex qui vit dans la fourrure de la Taupe d'Europe et dont elle est inféodée. L'espèce est décrite succinctement en 1923 puis redécrite sur des bases plus solides en 2021.

## Taxonomie

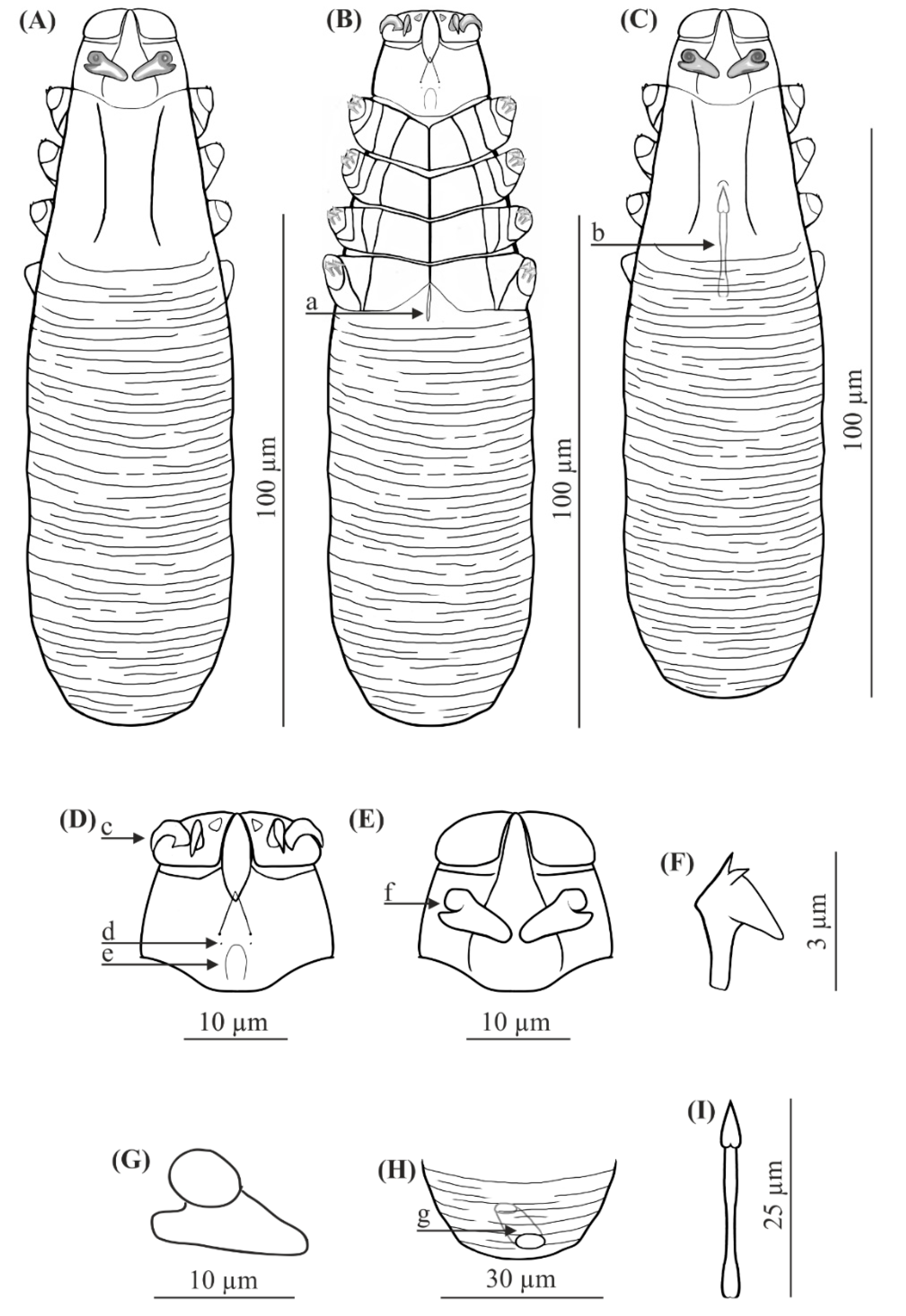
Demodex talpae : femelle, vue dorsale (A), femelle, vue ventrale (B), mâle, vue dorsale (C), gnathosome, femelle, vue ventrale (D), gnathosome, femelle, vue dorsale (E), griffe sur la patte (F), épine du dessus de la coxa (G), opisthosome, femelle (H), édéage (I) ; a : vulve, b : édéage, c : épines sur les palpes, d : seta située sous le gnathosome (seta n), e : bulbe de la gorge, f : épine du dessus de la coxa (seta elc. p), g : opisthosome.

La faune des Demodecidae des Eulipotyphles regroupant les Taupes, les Musaraignes et les Hérissons a été peu étudiée : deux espèces sur les musaraignes Neomys anomalus et Sorex araneus, Demodex foveolator sur Crocidura suaveolens et Demodex talpae qui est succinctement décrit par l'acarologue Arthur Stanley Hirst en 1921 à partir d'un seul spécimen de Talpa europaea. L'absence de données concernant la présence de Demodecidae chez ces espèces hôtes provient probablement du manque d'études concernant leur parasitofaune. Leur diversité générique chez les Eulipotyphles semble être importante, le genre Demodex étant jusqu'à présent le plus riche en espèces, mais des genres comme Apodemodex et Soricidex ont pour hôtes uniquement des  Musaraignes et des Mulots. Afin de circoncire l'espèce, Demodex talpae est redécrite en 2021 et le néotype est conservé à l'Université de Gdańsk en Pologne.

## Description
La femelle mesure de 134 à 154 μm de long pour de 35 à 43 μm de large et le mâle, plus court que la femelle, mesure 118 à 150 μm de long pour 33 à 40 μm de large.
Sur 10 spécimens de Taupe d'Europe, Demodex talpae est trouvé sur un tiers avec 2 à 8 individus par hôte, soit 14 au total. Les acariens se situaient dans la peau velue des faces ventrale et dorsales. Aucune lésion cutanée ou d'autres symptômes n'était visible sur les taupes examinées.

## Autre espèce
Une autre espèce, Epimyodex talpae, a également été décrite depuis la fourrure de la Taupe d'Europe, plus particulièrement dans ses tissus cellulaires sous-cutanés. Le genre Epimyodex se distingue des autres genres de la famille Demodecidae par la
situation terminale de la vulve et l'absence de poils sur la face dorsale du gnathosome